# Рудолф I (Хабсбург)
Рудолф I (на немски: Rudolf I, * 985/990, † ок. 1063, пр. 1 март 1064) от род Хабсбурги е граф в Клетгау, на Алтенбург и Хабсбург от 985 до 1063 г. Той не трябва да се бърка с римско-немския крал Рудолф I, който е далечен потомък на неговия брат Радбот.

## Биография
Той е внук на Гунтрам Богати, баща му е Ланцелин и брат на Радбот, който построява замък Хабсбург.
Рудолф I е женен за Гертруд (или Кунигунда), дъщеря на Аделберо фон Фробург, която умира преди 1064 г. Двамата нямат деца.
Рудолф вероятно е един от двата командири на папската войска, която воюва през 1053 г. с норманите от Сицилия в Чивитела. Той построява манастир Света Мария в Отмарсхайм в Горен Елзас на земя, която му принадлежи и със свои средства. Той изпраща монахини в манастира и през 1049 г. новата църква е осветена от папа Лъв IX.
С големия си брат Радбот той има известно време конфликти, които са причина за построяването на Хабсбург.
Рудолф I умира през 1063/1064 г. и е погребан в неговата църква в Отмарсхайм.